# 東亜学園商業実務専門学校
東亜学園商業実務専門学校（とうあがくえんしょうぎょうじつむせんもんがっこう）は兵庫県神戸市長田区に所在する専修学校（高等専修学校）。設置者は学校法人東亜学園。

## 特徴
- 中卒入学対象の高等課程が置かれている。
- 福智高等学校の技能連携校であり、高校の卒業資格が取得できる。
- コース制がとられており、情報処理や公務員試験などといった目的別のコースが設置されている。
- かつては、社会人のための委託訓練も行っており、転職者や離職者のための職業訓練が行われていたが、平成29年度より中止されている。

## 姉妹校
- 東亜経理専門学校 - 実質的な上部課程で、高卒対象の専門課程を有する。